# Scala Richter
La scala Richter, chiamata anche scala di magnitudo locale, permette la classificazione dei terremoti sulla base dell'ampiezza delle onde sismiche registrate da un sismografo. Esprime la magnitudo di un terremoto, ovvero una stima dell'energia sprigionata nel punto della frattura della crosta terrestre, cioè all'ipocentro, secondo i criteri indicati dal geofisico statunitense Charles Richter.

## Storia

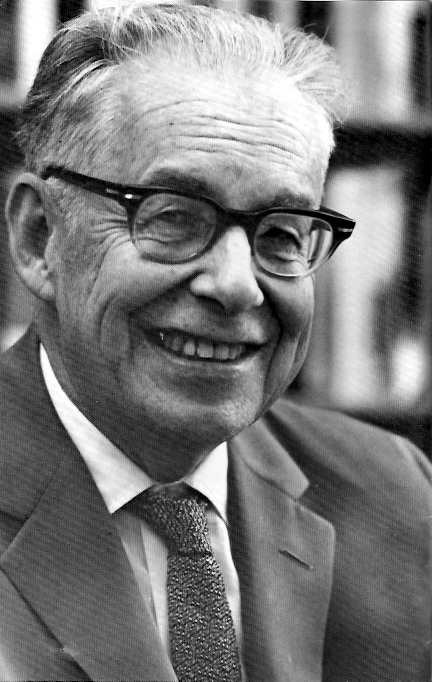
Charles Francis Richter, c. 1970

Sviluppata nel 1935 da Charles Richter in collaborazione con Beno Gutenberg, entrambi del California Institute of Technology, la scala era stata originariamente studiata solo per essere usata in una particolare area della California e solo su sismogrammi registrati da un particolare modello di sismografo, quello a torsione di Wood-Anderson.
Richter usò inizialmente valori arrotondati al più vicino quarto di magnitudo, ma in seguito si usarono i decimi di magnitudo. L'ispirazione per questa tecnica fu la scala delle magnitudini (apparente e assoluta) usata in astronomia per descrivere la luminosità delle stelle e di altri corpi celesti.

## Descrizione

### Definizione
Nella definizione data da Richter, la magnitudo di qualsiasi terremoto è data dal logaritmo in base dieci del massimo spostamento della traccia rispetto allo zero, espresso in micrometri, in un sismografo a torsione di Wood-Anderson calibrato in maniera standard, se l'evento si fosse verificato a una distanza epicentrale di 100 km.
Richter scelse arbitrariamente una magnitudo zero per un terremoto che mostri uno spostamento massimo di un micrometro (1/1000 di mm) sul sismografo di Wood-Anderson, se posto a 100 km di distanza dall'epicentro del terremoto, cioè più debole di quanto si potesse registrare all'epoca. Questa scelta permetteva di evitare i numeri negativi, perlomeno con gli strumenti dell'epoca. La scala Richter però concettualmente non ha alcun limite inferiore o superiore e i sismografi moderni, più sensibili, registrano normalmente terremoti con magnitudo negative.
Il problema maggiore della scala Richter è che i valori sono solo debolmente correlati con le caratteristiche fisiche della causa dei terremoti. Inoltre, vi è un effetto di saturazione verso le magnitudini 8,3-8,5, dovuto alla legge di scala dello spettro dei terremoti, a causa del quale i tradizionali metodi di magnitudine danno lo stesso valore per eventi che sono chiaramente differenti. All'inizio del XXI secolo, la maggior parte dei sismologi considera le tradizionali scale di magnitudini obsolete e le ha rimpiazzate con una misura chiamata momento sismico, più direttamente relazionata con i parametri fisici del terremoto. Nel 1979 il sismologo Hiroo Kanamori, anch'egli del California Institute of Technology, propose la Moment Magnitude Scale (MW), grazie alla quale è possibile esprimere il momento sismico in termini simili alle precedenti scale di magnitudo.

### Magnitudo e intensità

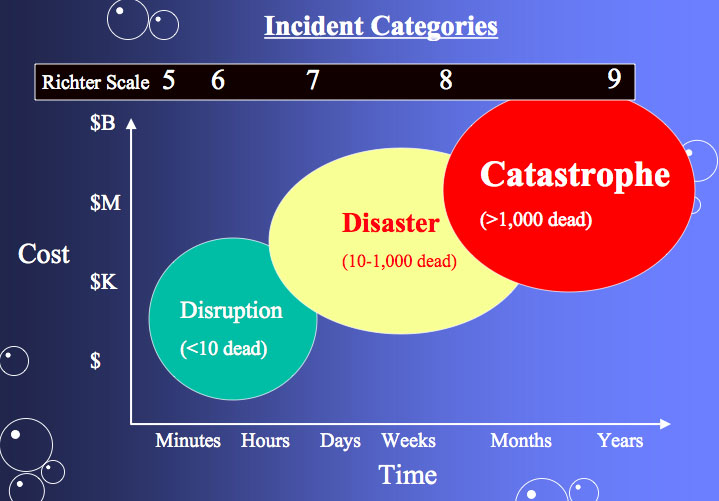

La magnitudo (detta anche magnitudine o livello) si definisce come il rapporto tra la grandezza in esame e una grandezza campione a essa omogenea, misurato su scala logaritmica. Si noti come nel rapporto, essendo le grandezze in questione omogenee, la loro unità di misura si elida e perda quindi importanza ai fini della misurazione stessa. Essa non va dunque confusa con l'intensità, ovvero il rapporto tra potenza e superficie di applicazione, in quanto la magnitudo è espressa con un numero puro (adimensionale), che non ha dunque nessuna unità di misura.
Le scale come la Rossi-Forel e la Mercalli sono usate invece per descrivere gli effetti del terremoto, osservabili sulla superficie terrestre, i quali dipendono dalle condizioni locali (presenza e tipo di costruzioni, distanza dall'epicentro, andamento del basamento roccioso, e natura e spessore della coltre superficiale su cui poggiano gli edifici, ecc.).
Per esempio, un terremoto di uguale magnitudo può avere effetti diversi se avviene in pieno deserto (dove può non essere avvertito da nessuno), oppure in un centro abitato (dove può provocare danni e vittime).
Eventi con magnitudo di 4,5 o superiore sono abbastanza forti da essere registrati dai sismografi di tutto il mondo. I terremoti più potenti registrati sono di magnitudo 8 o 9 e avvengono con frequenza di circa uno all'anno. Il più grande mai registrato si verificò il 22 maggio 1960 in Cile ed ebbe una magnitudo di 9,5 MW.
L'energia rilasciata da un terremoto, a cui è strettamente correlato il suo potere distruttivo teorico, è proporzionale all'ampiezza di oscillazione elevata a {\displaystyle 3/2}. Quindi, in termini di energia rilasciata, una differenza di magnitudo pari a 1,0 è equivalente a un fattore 31,6 ({\displaystyle =({10^{1,0}})^{(3/2)}}), mentre una differenza di magnitudo pari a 2,0 è equivalente a un fattore 1 000 ({\displaystyle =({10^{2,0}})^{(3/2)}}). Una magnitudo 4,0 è quindi pari a 1 000 volte quella di una magnitudo 2,0. Per inciso, una magnitudo 4,0 è analoga all'esplosione nel raggio di 100 km di una piccola bomba atomica (1 000 tonnellate di tritolo), inferiore a quella della bomba di Hiroshima (pari a circa 13 000 tonnellate di TNT, 55 TJ). Un raddoppio dell'energia rilasciata è rappresentato da un aumento di magnitudo pari a 0,2. Per verificarlo basta elevare 10 alla potenza delle due magnitudo da confrontare moltiplicate per 3/2. Ad esempio l'energia per la magnitudo 6,2 è circa il doppio di quella per la magnitudo 6,0; la verifica per questo esempio è {\displaystyle {10^{6,2*3/2}}/{10^{6,0*3/2}}} = 1,995, ovvero circa 2.

### Confronto con la Scala Mercalli
Mentre la scala Mercalli valuta l'intensità del sisma basandosi sui danni generati dal terremoto e su valutazioni soggettive, la magnitudo Richter tende a quantificare l'energia sprigionata dal fenomeno sismico su base puramente strumentale. La magnitudo Richter è stata definita per non dipendere dalle tecniche costruttive in uso nella regione colpita.
La scala di intensità Mercalli classifica solamente gli effetti di un terremoto, danni o risentimento da parte delle persone, dal valore minimo di I grado fino alla distruzione totale di XII grado. La scala Richter invece misura la magnitudo locale, ottenuta dall'ampiezza massima delle oscillazioni registrate da un sismometro standard, il Woods-Anderson. La scala Richter risulta inefficace per magnitudo superiore a 9 perché si emettono frequenze più basse rispetto a 0,8 Hz (che è il suo periodo proprio di oscillazione).
Ambedue le scale hanno limiti superiori: la scala Mercalli ha un limite assoluto nel livello XII, scosse sismiche di potenza superiore a quelle in grado di generare danni maggiori a quelle del livello XII non sarebbero misurabili in quanto mancherebbero indicatori adeguati (indicatori di origine umana totalmente distrutti già al livello XII), la scala Richter ha, di fatto, un livello superiore, solo stimato in quanto mai osservato, tra l'11 e la 13 magnitudine, questa stima deriva dal fatto che la crosta terrestre non è in grado di resistere a sollecitazioni energetiche superiori e si fessurerebbe entro tali livelli scaricando energia.

## Equivalenza magnitudo e TNT
| Magnitudo | TNT equivalente                | Energia  | Frequenza             | Esempio |
| --------- | ------------------------------ | -------- | --------------------- | --- |
| 0         | 15 grammi                      | 63 kJ    | Circa 8 000 al giorno | |
| 1         | 0,48 chilogrammi               | 2 MJ     |                       | |
| 1,5       | 2,7 chilogrammi                | 11 MJ    |                       | Impatto sismico della tipica piccola esplosione utilizzata nelle costruzioni                                                                                          |
| 2         | 15 chilogrammi                 | 63 MJ    | Circa 1 000 al giorno | Esplosione della West Fertilizer Company |
| 2,5       | 85 chilogrammi                 | 355 MJ   |                       | |
| 3         | 477 chilogrammi                | 2,0 GJ   | Circa 130 al giorno   | Attentato di Oklahoma City, 1995 |
| 3,5       | 2,7 tonnellate                 | 11 GJ    |                       | Disastro di PEPCON, 1988 |
| 4         | 15 tonnellate                  | 63 GJ    | Circa 15 al giorno    | GBU-43 Massive Ordnance Air Blast bomb |
| 4,5       | 85 tonnellate                  | 355 GJ   |                       | |
| 5         | 477 tonnellate                 | 2 TJ     | 2-3 al giorno         | |
| 5,5       | 2 682 tonnellate               | 11 TJ    |                       | Terremoto del Centro Italia del 2016 e del 2017 |
| 6         | 15 000 tonnellate              | 63 TJ    | 120 all'anno          | Bomba atomica Little Boy sganciata su Hiroshima (~16 kt) |
| 6,5       | 85 000 tonnellate              | 354 TJ   |                       | Terremoto del Centro Italia del 2016 e del 2017 |
| 7         | 477 000 tonnellate             | 2 PJ     | 18 all'anno           | Terremoto dell'Egeo del 2020 |
| ≈ 7,25    | 1 000 000 tonnellate           | 4,184 PJ |                       | 1 megatone |
| 7,5       | 2,7 milioni di tonnellate      | 11 PJ    |                       | Terremoto del Messico del 2014 |
| 8         | 15 milioni di tonnellate       | 63 PJ    | 1 all'anno            | Evento di Tunguska |
| 8,35      | 50,5 milioni di tonnellate     | 211 PJ   |                       | Bomba Zar - l'arma termonucleare più grande mai testata. La maggior parte dell'energia è stata dissipata nell'atmosfera. La scossa sismica è stata stimata in 5,0-5,2 |
| 8,5       | 85 milioni di tonnellate       | 355 PJ   |                       | |
| 9         | 477 milioni di tonnellate      | 2 EJ     | 1 ogni 20 anni        | Terremoto e maremoto del Tōhoku, 2011 |
| 9,15      | 800 milioni di tonnellate      | 3,35 EJ  | Sconosciuta           | Catastrofe di Toba 75 000 anni fa; il più grande evento vulcanico noto                                                                                                |
| 9,5       | 2,7 miliardi di tonnellate     | 11 EJ    | Sconosciuta           | Terremoto del Cile del 1960 |
| 10        | 15 miliardi di tonnellate      | 63 EJ    | Sconosciuta           | |
| 13        | 476 880 miliardi di tonnellate | 2 YJ     | Sconosciuta           | Impatto della Penisola dello Yucatan in Messico (Cratere di Chicxulub) 65 milioni di anni fa                                                                          |